# Verfassungsreferendum in Niger 1996
Das Verfassungsreferendum in Niger 1996 fand am 12. Mai 1996 statt. Die Wahlberechtigten Nigers stimmten mehrheitlich für eine Annahme der Verfassung der Vierten Republik.

## Hintergrund
Die Dritte Republik endete Anfang 1996 durch einen Staatsstreich unter der Führung von Ibrahim Baré Maïnassara. Die unter dem neuen Staatschef Baré Maïnassara ausgearbeitete Verfassung der Vierten Republik sah eine Beibehaltung des Mehrparteiensystems, aber eine deutliche Stärkung der Rechte des Staatspräsidenten vor.

## Ergebnis
Von rund 4.400.000 registrierten Wählern gingen offiziell rund 1.540.000 zu den Urnen. Dies entspricht einer Wahlbeteiligung von 35 %.
|      | Stimmenanteil |
| ---- | ------------- |
| Ja   | 92,34 %       |
| Nein | 7,66 %        |

Das Referendum fand unter massiver staatlicher Kontrolle statt. Um die äußerst niedrige Wahlbeteiligung zu kaschieren, wurden die regionalen Stellen angewiesen die Zahlen künstlich aufzublähen.

## Folgen
Aus Protest gehen die Vorgangsweise beim Referendum zog sich die nigrische Richter-Gewerkschaft aus der unabhängigen Wahlkommission zurück. Ibrahim Baré Maïnassara ließ sich bei den manipulierten  Präsidentschaftswahlen von 1996 zum Staatspräsidenten wählen.